# Reserva natural integral de Tsingy de Bemaraha
La Reserva natural integral de Tsingy de Bemaraha se localiza en el centro oeste de la Provincia de Mahajanga, Madagascar. Su geología única, sus bien conservadas selvas de manglar y su rica fauna de lémures, pájaros, camaleones y otras especies motivaron su inclusión en el Patrimonio de la Humanidad por la Unesco en el año 1990.
La zona es especialmente notable por sus tsingy o pináculos de roca caliza, lapiaces tan extremadamente afilados que pueden infligir graves heridas a un visitante poco prevenido. Se han formado gracias a las lluvias (media anual de 1800 mm) que disuelven la roca caliza formando estas aristas agudas. Es peligroso, y a menudo imposible, transitar entre los tsingy, salvo para los ágiles lémures y otros representantes de la fauna local.
Tsingy es una expresión onomatopéyica malgache que alude al sonido de los pináculos cuando se los golpea, semejante al de una campana.
Tsingy en malgache significa "donde no se puede caminar descalzo".